# Smučarski teki na Zimskih olimpijskih igrah 1956
Smučarski teki na Zimskih olimpijskih igrah 1956.

## Dobitniki medalj

### Moški
| Tekma           | Zlato                                                                               | Srebro                                                                       | Bron                                                                               |
| 15 km           | Hallgeir Brenden                                                                    | Sixten Jernberg                                                              | Pavel Kolčin                                                                       |
| 30 km           | Veikko Hakulinen                                                                    | Sixten Jernberg                                                              | Pavel Kolčin                                                                       |
| 50 km           | Sixten Jernberg                                                                     | Veikko Hakulinen                                                             | Fjodor Terentjev                                                                   |
| 4×10 km štafeta | Sovjetska zveza · Fjodor Terentjev · Pavel Kolčin · Nikolaj Anikin · Vladimir Kuzin | Finska · August Kiuru · Jorma Kortelainen · Arvo Viitanen · Veikko Hakulinen | Švedska · Lennart Larsson · Gunnar Samuelsson · Per-Erik Larsson · Sixten Jernberg |

### Ženske
| Tekma          | Zlato                                                       | Srebro                                                                | Bron                                                          |
| 10 km          | Ljubov Kozireva                                             | Radja Jerošina                                                        | Sonja Edström                                                 |
| 3×5 km štafeta | Finska · Sirkka Polkunen · Mirja Hietamies · Siiri Rantanen | Sovjetska zveza · Ljubov Kozireva · Alevtina Kolčina · Radja Jerošina | Švedska · Irma Johansson · Anna-Lisa Eriksson · Sonja Edström |